# 尾關山車站
34°48′45.43″N 132°50′31.08″E / 34.8126194°N 132.8419667°E
尾關山車站（日语：／ Ozekiyama eki */?）曾是屬於西日本旅客鐵道（JR西日本）三江線的鐵路車站，位於廣島縣三次市三次町。此站為JR西日本米子分公司與廣島分公司的交界站，由米子分公司（米子支社）濱田鐵道部管轄。此站於2018年4月廢站。
三江線活化協議會將此站暱稱取為「紅葉狩」，命名自於島根縣西部與廣島縣西北部流傳的傳統神樂——石見神樂。

## 歷史
- 1955年（昭和30年）3月31日 - 隨著三江南線三次車站至式敷車站間路段通車而開始營運。
- 1975年（昭和50年）8月31日 - 三江線全線通車，成為三江線的車站。
- 1985年（昭和60年）2月1日 - 不再派駐站員，委託車站前商店代為售票，成為簡易委託站。
- 1987年（昭和62年）4月1日 - 隨著國鐵分割民營化，成為西日本旅客鐵道所管轄的車站。
- 2010年7月 - 站前商店不再代售車票。
- 2018年4月1日 - 因三江線全線停駛廢線，隨之停止營運而廢站。

## 車站構造

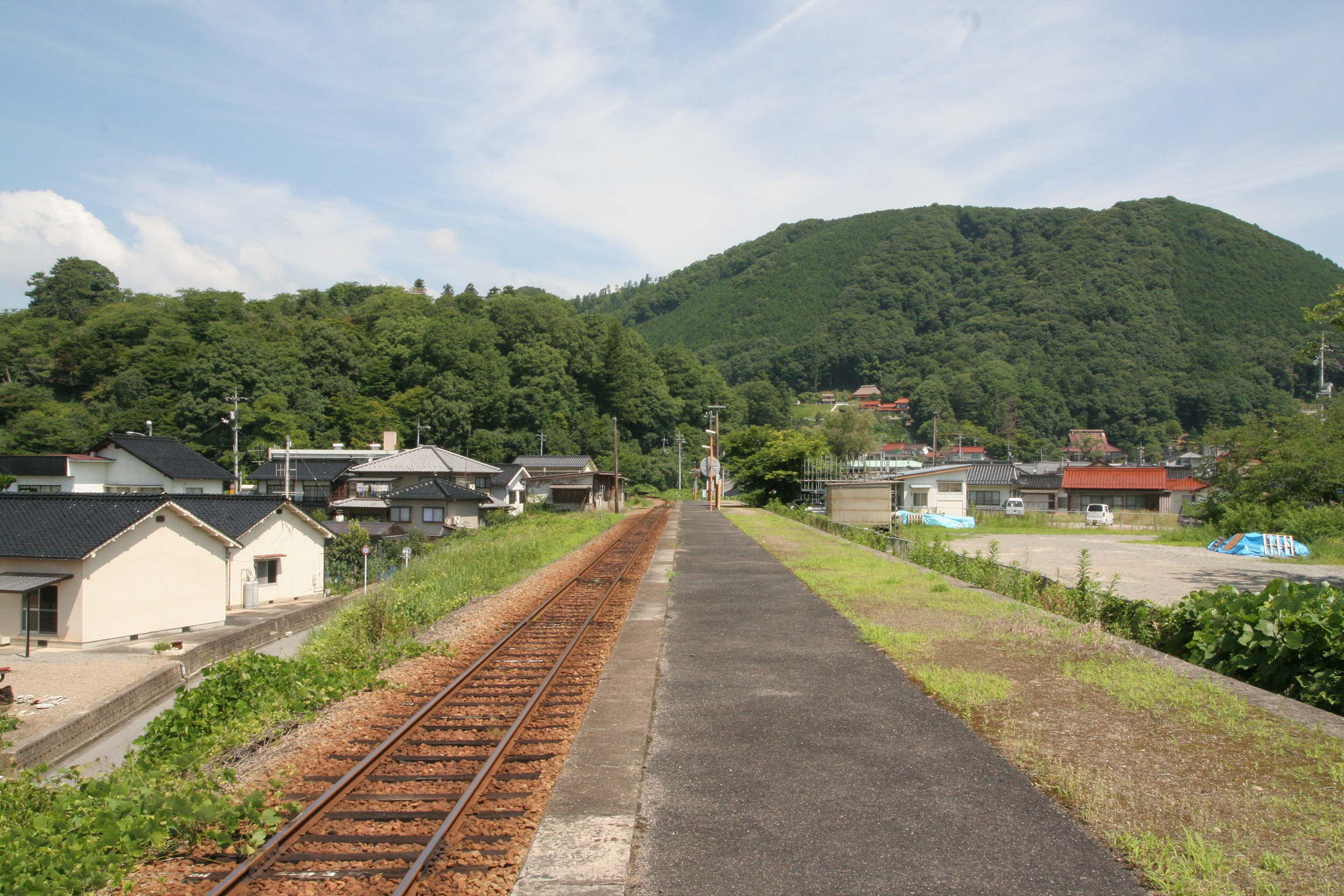
站場

此站為地面車站，設有站房，往三次車站方向的左側設有一股軌道與側式月台一座，月台上沒有候車室。

## 使用狀況
每日平均乘客人數如下：
- 2002年（平成14年） - 2人
- 2014年（平成26年） - 6人[2]
- 2015年（平成27年） - 5人[3]

## 相鄰車站
西日本旅客鐵道（JR西日本）
 三江線
粟屋－尾關山－三次

## 外部連結
- （日語）JR西日本（尾関山駅） （页面存档备份，存于）
- （日語）ぶらり三江線WEB：尾関山 - 三江線改良利用促進期成同盟会・三江線活性化協議会。
- （日語）歩王のLet'sらGo！ （页面存档备份，存于）